# National Legion of Decency
Pour la « Ligue de la Vertu » allemande, voir Tugendbund.
La National Legion of Decency (en français : « Ligue pour la vertu ») est un groupe de pression créé en 1933 par les représentants de l'Église catholique aux États-Unis. Le but était de purifier les productions cinématographiques qui semblaient exercer une mauvaise influence sur la population en général et les enfants en particulier.
Soutenue par le pape Pie XI, qui encourageait même d'autres pays à se doter de leur propre Ligue, la Ligue pour la vertu constituait un des groupes de pression les plus forts de l'époque. En 1934, entre 7 et 9 millions de personnes (catholiques pour la plupart, mais aussi protestants et juifs) avaient prêté serment de condamner et boycotter tout film offensant la morale chrétienne.

## Classement des films
La Ligue pour la vertu avait son propre système de classification de films, qui concernait autant les films produits aux États-Unis que les productions étrangères importées :
- A : approuvé ;
- B : désapprouvé pour les jeunes, avec un avertissement même pour les adultes ;
- C : désapprouvé pour tous.

Cette classification fut légèrement modifiée en février 1936 :
- A-I : moralement sain pour tous publics ;
- A-II : moralement sain pour adultes ;
- B : en partie moralement choquant pour tous ;
- C : condamné.

Un film condamné était la hantise des studios, qui y voyaient une perte importante de recettes. Baby Doll d'Elia Kazan fut condamné en 1956.
Le système resta inchangé jusqu'en novembre 1957 lorsque l'on reconnut véritablement le fait que la catégorie B était trop floue et n'empêchait aucunement les gens d'aller voir un film catégorisé B. D'où la création de la catégorie A-III (moralement sain pour adultes) qui entraîna l'amendement de la catégorie A-II en « moralement sain pour adultes et adolescents ». En conséquence, la catégorie B semblait beaucoup plus rédhibitoire.
Il existait aussi une Classification Séparée (remplacée par la catégorie A-IV vers la fin des années 1960). Créée en 1937, cette catégorie était l'outil indispensable qui permettait à la Ligue de classifier des films qui, bien que moralement non répréhensibles, nécessitaient quelques explications dans le but d'éviter de mauvaises interprétations ou de fausses conclusions. Cette catégorie fut surtout appliquée à des films politiques, surtout concernant le communisme.